# Volkswagen EA896
Volkswagen EA896 — дизельный двигатель внутреннего сгорания немецкого автоконцерна Volkswagen, находящийся в производстве с 2003 по 2009 год.

## Технические характеристики
Рабочий объём двигателя Volkswagen EA896 с углом поворота 90 градусов составляет 2967 см3. Геометрическая степень сжатия составляет 17:1. Клапанный механизм приводится в действие с помощью ремня газораспределительного механизма.
Двигатель оснащён турбонаддувом BorgWarner KKK BV50. Воздух охлаждается с помощью интеркулера. Для снижения выбросов оксидов азота двигатель оснащён системой рециркуляции выхлопных газов. Common rail работает при давлении до 1600 бар.
С помощью ремня газораспределительного механизма топливный насос высокого давления приводится в движение впускным распределительным валом блока цилиндров со стороны водителя. Масляный насос приводится в действие цепным приводом. Вакуумный насос прикрепляется к распределительному валу со стороны пассажира с помощью блока цилиндров.
| Производитель                                                                                          | Модель                   | Тип     | ЭКО-Стандарт | Годы производства |
| --- | ------------------------ | ------- | ------------ | ----------------- |
| BKN: Мощность: 150 кВт (204 л. с.) при 3750—4500 об/мин, крутящий момент: 450 Н*м при 1450—3500 об/мин |                          |         |              |                   |
| Audi                                                                                                   | Audi A4 B7               | 3.0 TDI | Евро-4       | 12.2004—01.2006   |
| BMK: Мощность: 165 кВт (224 л. с.) при 3500—4500 об/мин, крутящий момент: 450 Н*м при 1450—3500 об/мин |                          |         |              |                   |
| Audi                                                                                                   | Audi A6 C6, VW Touareg I | 3.0 TDI | Евро-4       | 02.2004—04.2006   |
| ASB: Мощность: 171 кВт (233 л. с.) при 4000 об/мин, крутящий момент: 450 Н*м при 1400—3250 об/мин      |                          |         |              |                   |
| Audi                                                                                                   | Audi A4 B7               | 3.0 TDI | Евро-4       | 01.2006—03.2008   |
| Audi                                                                                                   | Audi A6 C6               | 3.0 TDI | Евро-4       | 04.2006—08.2008   |
| Audi                                                                                                   | Audi A8 D3               | 3.0 TDI | Евро-4       | 03.2003—07.2010   |
| Audi                                                                                                   | Audi Q7 4L               | 3.0 TDI | Евро-4       | 09.2005—10.2007   |